# Леса Карелии

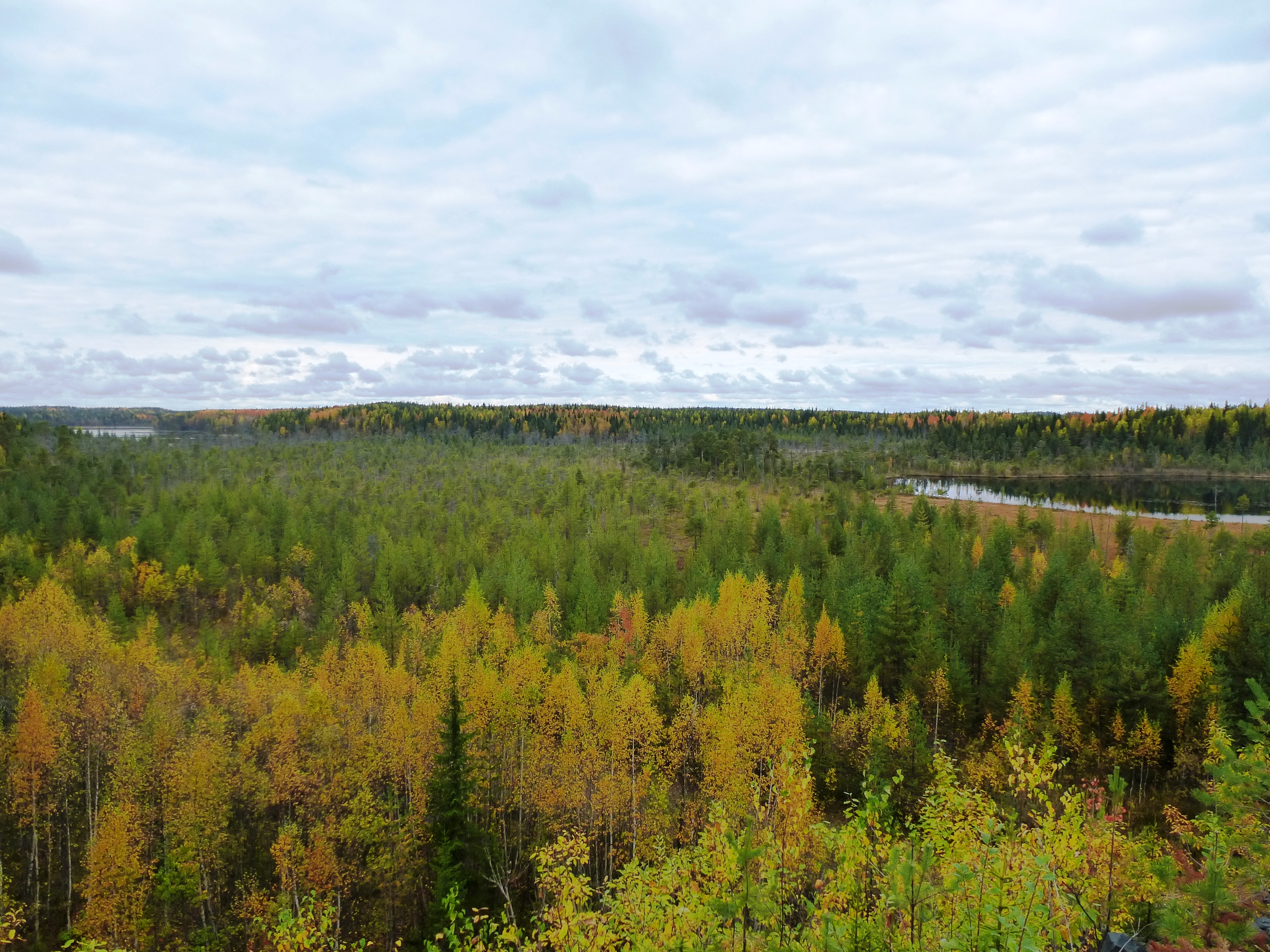
Медвежьегорский район

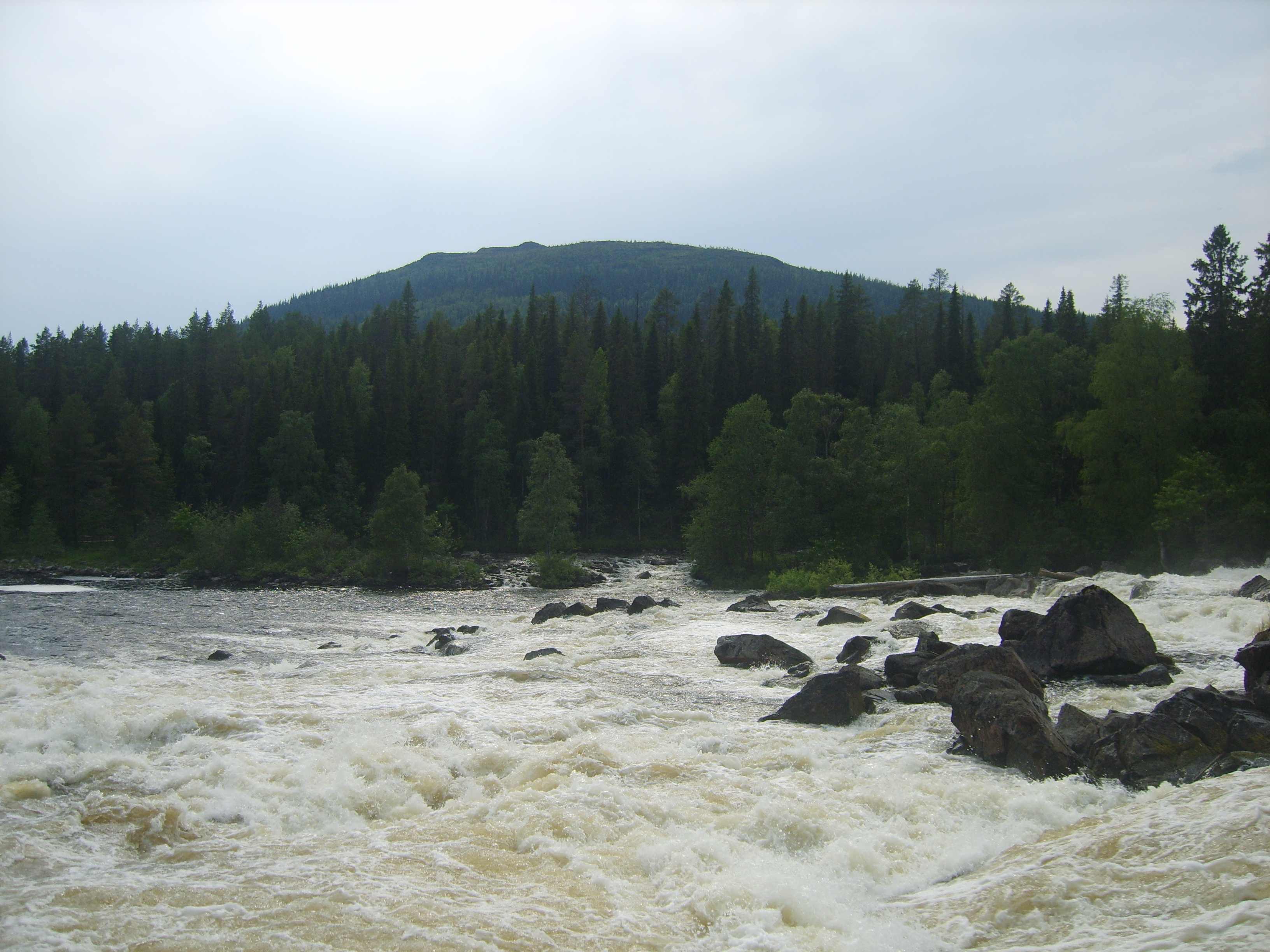
Паанаярви (национальный парк)

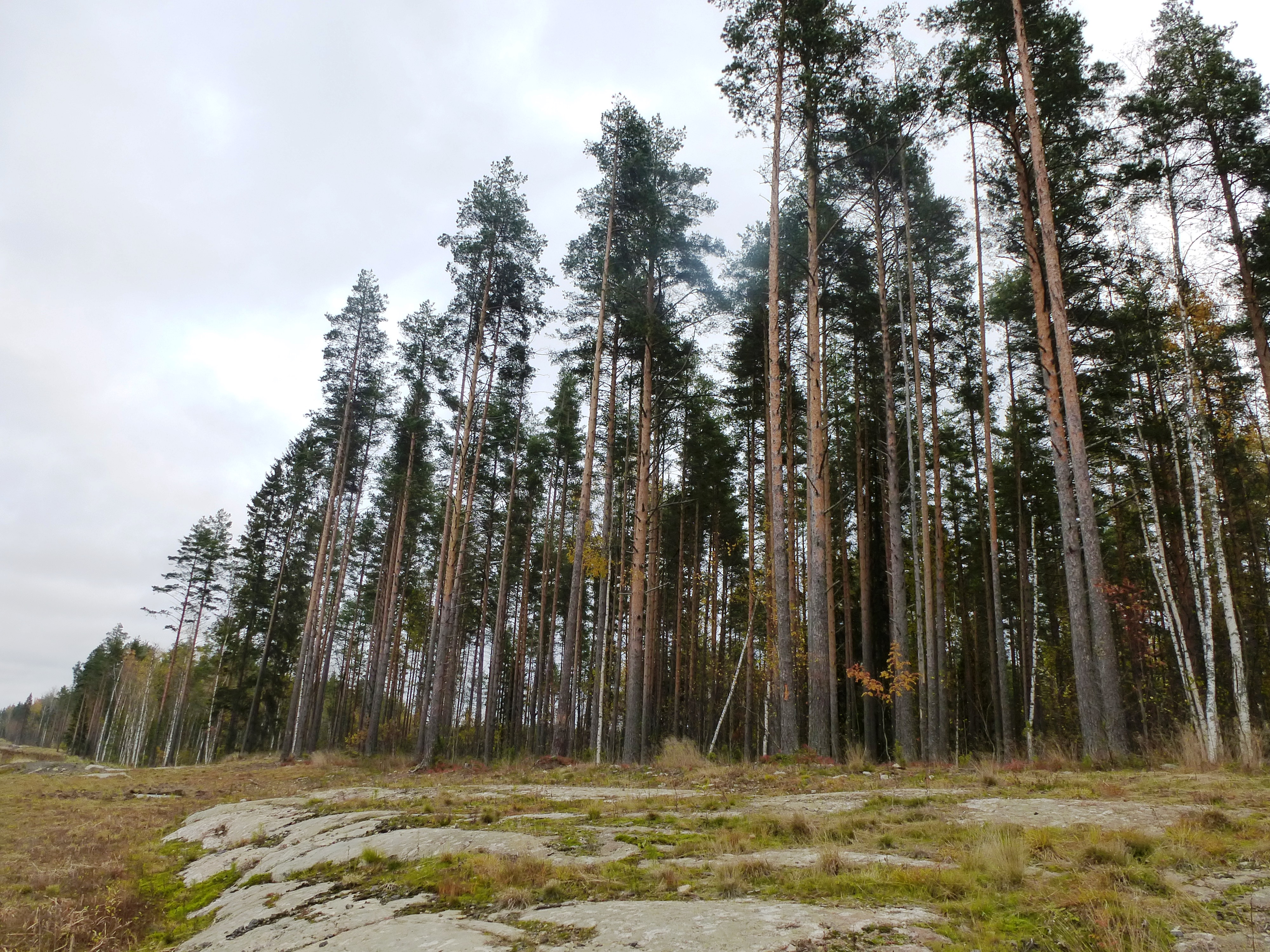
Сосновый бор

Леса́ Каре́лии — элемент географического ландшафта, основной естественный тип растительности на территории Республики Карелия.

## Общая характеристика
Леса Карелии занимают 1,2 % территории Российской Федерации и составляют 1,1 % лесного фонда России.
Лесистость, с учётом акваторий карельской части Белого моря и Ладожского озера, составляет около 52 % площади Республики Карелия, против 71 % площади Олонецкой губернии в 1861 году.
Наиболее высокая лесистость в южных районах Карелии, вдоль побережья Белого моря менее 40 %.
Леса занимают около 14,9 млн. га, из которых на сосновые леса приходится около 65 %, еловые — 25 %, берёзовые — 10 %, осиновые — 0,5 %, ольховые — менее 0,3 %.
В зависимости от происхождения, леса Карелии делятся на коренные (первобытные) и производные.
- Коренной лес — лес не изменённый хозяйственной деятельностью. На территории Карелии представлен сосной и елью, средний возраст древостоя 160 лет.
- Производный лес — изменённый хозяйственной деятельностью, в основном рубками, коренной лес. Представлен сосной, елью, берёзой, осиной и ольхой.

По возрастной структуре 36,5 % общей площади занимают молодняки, 23,3 % — средневозрастные, 7,7 % — приспевающие, 32,5 % — спелые и перестойные леса.

## Лесной фонд
Общая площадь лесного фонда Карелии составляет около 14,5 млн га, в том числе покрытая лесом — 9,4 млн га, нелесные земли — 5,1 млн га. В структуре лесного фонда защитные леса занимают 28,3 % от общей площади лесного фонда (4,1 млн га), эксплуатационные — 71,7 % (10,4 млн га).

## Лесное хозяйство

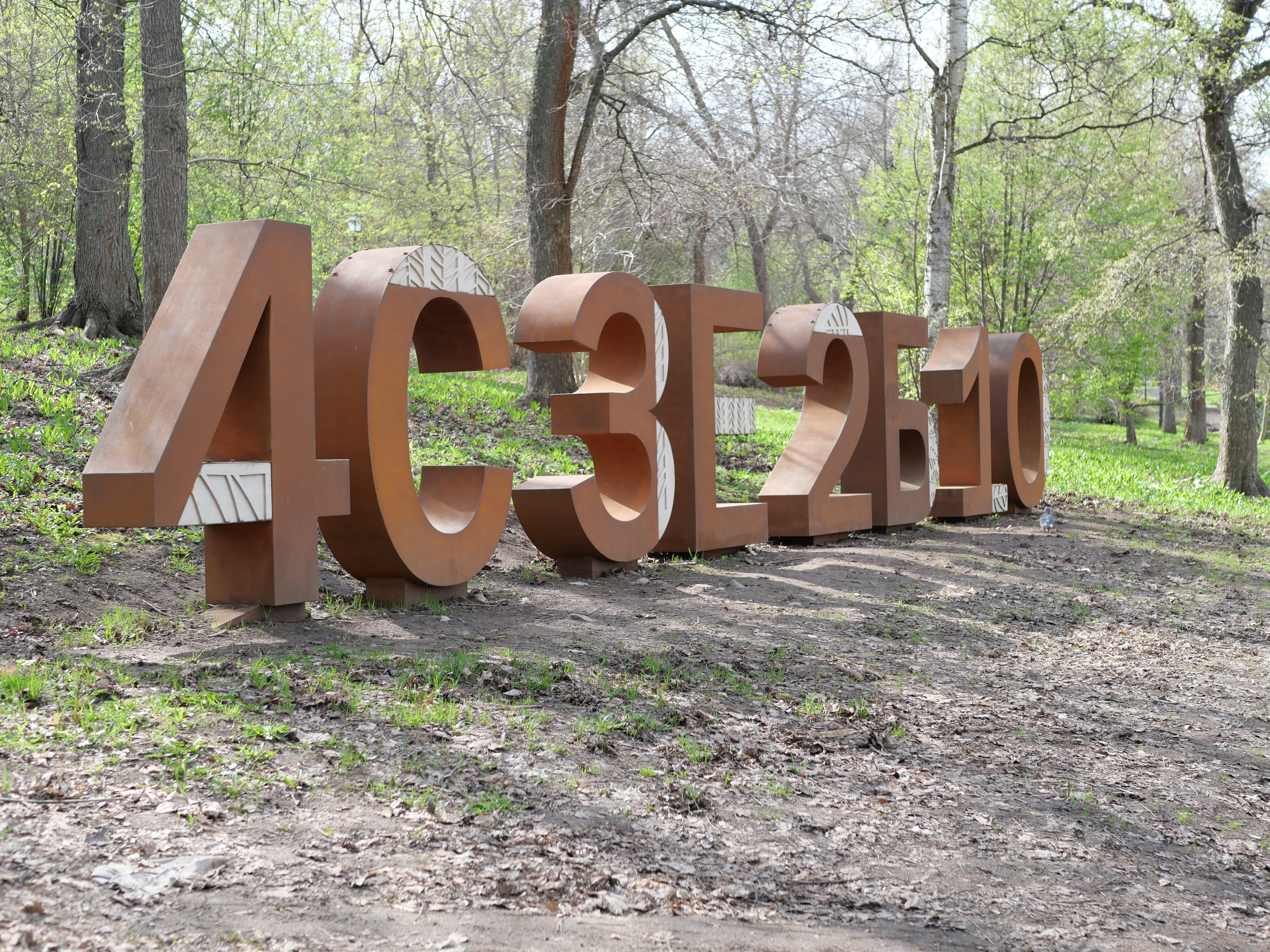
Памятник формуле карельского леса: 4 сосны, 3 ели, 2 берёзы, 1 осина, Онежская набережная, Петрозаводск, 2021

Максимальный объём заготовки зафиксирован в 1965 году и составил 19,3 млн. м³. В 1990 году — 10,8 млн м³, в 1995 году — 5,3 млн м³, в 2012 году — 5,4 млн м³.
Лесовосстановление осуществляется путём посева лесных семян и посадки саженцев. Общий объём лесовосстановительных работ снизился с 71,6 тыс. га в 1965 году до 26,6 в 2006 году. Заготовка лесных семян в 1965 году составила 7,25 тонн, с 2000 года — по 3—4 тонны ежегодно.
В тепличных комплексах Калевальского, Лахденпохского, Костомукшского и Петрозаводского лесхозов в 2006 году выращено 6, 3 млн. сеянцев сосны и ели.

## Лесозащита
Научные исследования в области лесозащиты в Республике Карелия ведёт Институт леса Карельского научного центра РАН, созданный в 1957 году.